# Anne Bourlioux
Anne Bourlioux é uma matemática canadense, cuja pesquisa envolve a simulação numérica de combustão turbulenta. Recebeu o Prêmio Richard C. DiPrima de 1992. É professora de matemática e estatística na Universidade de Montreal.

## Formação
Bourlioux obteve um Ph.D. em 1991 na Universidade de Princeton. Sua tese, Numerical Studies of Unstable Detonations, foi orientada por Andrew Majda. Foi Miller Research Fello na Universidade da Califórnia em Berkeley, de 1991 a 1993.

## Prêmios e condecorações
Recebeu o Prêmio Richard C. DiPrima em 1992. Foi palestrante principal na Reunião Técnica da Primavera de 2006 do Instituto de Combustão/Seção Canadense, dissertando sobre modelagem multiescala de combustão turbulenta.